# 高蕙蘭
高蕙蘭（1946年—2001年9月17日），台灣京劇演員，工生行，原名高幸坪。
從小在台灣中華民國空軍大鵬劇隊附設劇藝實驗學校學習京劇表演藝術，師承中國北京富連成科班「世」字科出身的朱世友先生和葉盛蘭的弟子馬榮利（出身尚小雲辦的榮春社科班）先生。
曾到法國巡演崑曲。
台灣國立國光劇團成立后，她與朱陸豪（家福，工武老生，已離職）、魏海敏（敏，工正旦；青衣，現轉客席特約兼任團員）、唐文華（慶華，工文老生，現任）3人獲聘為1等演員。
2001年在美國夏威夷因肺癌病故。